# Robert Peel (1822–1895)
Sir Robert Peel, 3. baronet Peel z Clanfieldu (Sir Robert Peel, 3rd Baronet Peel of Clanfield) (4. května 1822, Londýn, Anglie – 9. května 1895, Londýn, Anglie) byl britský politik, nejstarší syn premiéra Roberta Peela. Byl dlouholetým členem Dolní sněmovny, působil jako diplomat a v letech 1861–1865 byl ministrem pro Irsko. Po otci byl jedním z nejbohatších velkostatkářů v Anglii.

## Životopis
Pocházel z bohaté průmyslnické rodiny Peelů, byl nejstarším synem premiéra Roberta Peela (1788–1850). Vzdělání získal v Harrow School a v Oxfordu, univerzitní studium ale nedokončil. V roce 1844 vstoupil do diplomatických služeb, nejprve jako attaché v Madridu a později jako vyslanecký tajemník v Bernu. V roce 1850 zdědil po otci rodový majetek a titul baroneta, načež opustil diplomacii a vrátil se do Anglie. Po otci převzal poslanecký mandát v Dolní sněmovně za město Tamworth (1850–1880). V Palmerstonově vládě zastával post civilního lorda admirality (1855–1857, jeho mladší bratr Frederick byl ve stejné době státním podsekretářem války). V roce 1856 doprovázel hraběte Granvilla na diplomatické misi do Ruska, kde se zúčastnil korunovace cara Alexandra II. V druhé Palmerstonově vládě byl státním sekretářem pro Irsko (1861–1865), od roku 1861 byl též členem britské a irské Tajné rady. V následujících letech byl řadovým členem Dolní sněmovny za liberály, ale často kritizoval premiéra Gladstona, později sám sebe definoval jako liberálního konzervativce. V letech 1884–1886 byl poslancem Dolní sněmovny za Huntingdon a Blackburn, v letech 1886 a 1889 již ve volbách neuspěl. V roce 1866 získal Řád lázně.
Proslul svou schopností rétoriky a ve společnosti byl velmi oblíben, stejně jako otec ale nebyl zcela politicky vyhraněn, což způsobilo nedůvěru jeho současníků a poměrně nevýznamnou participaci ve státních úřadech. Vlastnil statky ve třech hrabstvích (Staffordshire, Lancashire, Warwickshire) s ročním příjmem 25 000 liber. V roce 1871 prodal Národní galerii otcovu sbírku obrazů za 75 000 liber.
V roce 1856 se oženil s Emily Hay (1836–1924), dcerou polního maršála 8. markýze z Tweeddale. Měli spolu pět dětí, dědicem titulu baroneta byl Sir Robert Peel (1867–1925). V této linii rod vymřel v roce 1942 a titul baroneta přešel na mladší větev hrabat Peelů.